# Теплотехника
Теплотехника (нем. Wärmetechnik) — общетехническая дисциплина, изучающая методы получения, преобразования, передачи и использования теплоты и холода, а также принцип действия и конструктивные особенности тепло- и парогенераторов, тепловых машин, агрегатов и устройств.

## История
Уже в нижнем палеолите люди (эректусы) освоили огонь, используя его для обогрева (очаг) и приготовления пищи. По сути очаг и стал первым теплогенератором ("производителем тепла"). В эпоху неолита появился глиняный или керамический горшок, который стал аналогом появившегося в эпоху металлов котла. Котёл стал номинальным парогенератором ("производителем пара"). Древнее происхождение имеет тандыр (закрытый очаг) и кузнечный горн (плавильная печь). Во II тыс. до н.э. в печах людям удалось поднять температуру до 900 С, что позволило перейти к плавке железа.
В эпоху Античности появились гипокаусты — отопительные системы римских бань. Одним из первых, кто стал использовать движущую силу пара был римский инженер Герон, который создал эолипил — прототип паровой турбины, которая, однако, выполняла развлекательные функции.
В эпоху средневековья кузнечный горн постепенно эволюционировал в доменную печь (сначала в Китае, а потом в Европе). В то же время появляется и Дымовая труба
Дени Папен заметил, что паровой котёл при нагревании создает давление, на этом  принципе он в 1690 году создал паровой механизм по поднятию тяжести, который включал в себя поршень. В 1698 году Севери запатентовал паровой насос. В 1712 году был создан паровой насос Ньюкомена (англ. atmospheric engine). В 1783 году в воздух поднялся аэростат Монгольфьер. В том же году паровая машина была впервые использована для движения баржи "Пироскаф". Универсальная паровая машина (англ. Steam engine) была изобретена Джеймсом Уаттом 1784 году. В 1803 году Ричард Тревитик изобрел первую модель паровоза (англ. Steam Carriage: паровая карета).
В 1824 году Сади Карно кладет основы термодинамики (теоретической основы теплотехники), написав трактат «Размышления о движущей силе огня и о машинах, способных развивать эту силу». 
В 1859 году появляется первый двигатель внутреннего сгорания, который работал без помощи пара. В 1864 году изобретается Мартеновская печь. В 1882 году в Нью-Йорке была введена в эксплуатацию первая теплоэлектростанция. В 1884 году появляется паровая турбина Парсонса. Параллельно создает паровую турбину Лаваль. В отличие от паровой машины, в паровой турбине пар разгонялся за счет сопла Лаваля разгонялся и крутил лопасти ротора. В 1894 году Хуго Юнкерс стал изготавливать газовый водонагреватель. В 1897 году появляется дизельный двигатель
C 1930 году в ряде советских технических вузов были созданы кафедры теплотехники (Иркутский государственный технический университет, Самарский государственный технический университет). Нередко кафедры теплотехники создавались в результате реорганизации кафедр термодинамики, а затем переименовывались в кафедры теплоэнергетики. С 1966 года существует Московский институт теплотехники

## Структура
Теоретическими разделами теплотехники, в которых исследуются законы превращения и свойства тепловой энергии, а также процессы распространения теплоты являются техническая термодинамика и теория теплообмена. 
Разновидностью теплотехники является теплоэнергетика. Другим из ответвлений общей теплотехники - строительная теплотехника. Это прикладная дисциплина, изучающая методы тепловой защиты зданий и сооружений, методики расчета теплотехнических показателей и энергоэффективности.